# Trece Martires
Trece Martires est une municipalité de la province de Cavite, aux Philippines.

## Jumelages
- Zamboanga (Philippines) depuis 2009